# Українські кінопрокатники
Українські кінопрокатники — підприємства, що спеціалізуються на кінопрокаті фільмів на території України. 

## Частка ринку (за виторгом)
Станом на 2017 рік, з більш ніж десятка українських кінопрокатників, п'ятеро займають майже 97 % ринку (за виторгом), а саме: B&H, Kinomania, Вольга Україна, UFD, та  MMD UA.
| № | Назва                       | Ринок у 2010       | Ринок у 2011       | Ринок у 2012       | Ринок у 2013         | Ринок у 2014         | Ринок у 2015            | Ринок у 2016            | Ринок у 2017               |
| 1 | B&H Film Distr. Company     | 43.2%              | 51%                | 48.9%              | 49.1%                | 41.4%                | 55.7%                   | 50.4%                   | 52.5%                      |
| 2 | Ukrainian Film Distribution | 20.5%              | 22.1%              | 21.5%              | 14.3%                | 26%                  | 22.8%                   | 23%                     | 21.9%                      |
| 3 | Kinomania                   | 16.6%              | 15.9%              | 9.63%              | 15%                  | 16%                  | 10.9%                   | 16.2%                   | 15.2%                      |
| 4 | MMD UA                      | 2.6%               | 4.68%              | 3.41%              | 7.75%                | 3.59%                | 3.8%                    | 1.8%                    | 1.7%                       |
| 5 | Вольга Україна              | <1 %               | <1 %               | 2.5%               | 3.6%                 | 4.1%                 | 4.3%                    | 2.7%                    | 5.7%                       |
| - | Решта                       | 17.1%              | 6.19%              | 14.1%              | 10.4%                | 8.88%                | 2.6%                    | 5.9%                    | 2.9%                       |
| - | Всього                      | 100                | 100                | 100                | 100                  | 100                  | 100                     | 100                     | 100                        |
| - |                             |                    |                    |                    |                      |                      |                         |                         |                            |
| - | К-сть стрічок у прокаті     | 166                | 242                | 259                | 327                  | 325                  | 292                     | 288                     | 294                        |
| - | К-сть відвідувачів          | 15 млн             | 17,2 млн           | 19,6 млн           | 20.4 млн             | 20,1 млн             | 21,16 млн               | 24,2 млн                | 28,9 млн                   |
| - | Середня ціна квитка         | ₴41                | ₴43                | ₴43                | ₴43                  | ₴47                  | ₴57                     | ₴67                     | ₴77,08                     |
| - | Касові збори                | ₴614 млн ($77 млн) | ₴720 млн ($90 млн) | ₴800 млн ($100 млн | ₴ 820 млн ($106 млн) | ₴943 млн ($80,4 млн) | ₴1.2 млрд. ($54,58 млн) | ₴1.70 млрд. ($63,8 млн) | 2,23 млрд грн. ($85,8 млн) |
| - | К-сть кінотеатрів           | 156                | 164                | 167                | 186                  | 167*                 | 152*                    | 160*                    | 181*                       |
| - | К-сть кіноекранів           | 350                | 370                | 376                | 443                  | 420*                 | 438*                    | 460*                    | 513*                       |
| - | % українського озвучення    | 65.6 %             | 65.2 %             | 65.7 %             | 69.3 %               | 65.5 %               | 84.8 %                  | 88.0 %                  | 87.5 %                     |
| *В зв'язку з окупацією Криму та Сходу України російськими військами, починаючи з 2014 року фактично в Україні функціонувало менше кінотеатрів: Україна втратила 22 кінотеатри де загалом розміщувалося 45 кіноекранів (без окупації у 2014 Україна б мала 189 кінотеатрів де розмішувалося б 465 кіноекранів) |                             |                    |                    |                    |                      |                      |                         |                         |                            |

## Список кінопрокатників України

### Діючі
uakino.best + uakino-bay.net (підозрюю що клон 1 адреси, бо працюють однаово - перевірено на 2-х компах) вимагають від людей кошти, щоб прибрати рекламу...це все БРЕХНЯ - виблюдки від реклами ніколи не відмовляться + 1 раз на 10-15 хвилин в ху!сосів "зависання" - дивіться рекламу 200 (це + -) знову. тому, якщо хочете "ви!бати" собі мозо і нерви - вперед на їхні сторінки...
Станом на 2019 рік в Україні за даними Держкіно формально налічується 105 юридичних осіб-компаній у сфері кінопрокату, а також 13 фізичних осіб. Фактично ж лише 13 з цих компаній насправді працюють на кінопрокатному ринку України, та щорічно випускають фільми у кінопрокат.
| №  | Юридична назва підприємства                   | Бізнес назва     | Штаб квартира     | Частка ринку у 2020 (%, за виторгом) | Частка ринку у 2020 (%, к-сть релізів) |
| -- | --------------------------------------------- | ---------------- | ----------------- | ------------------------------------ | -------------------------------------- |
| 1  | ПрАТ «Бі Енд Ейч»                             | B&H              | Київ, Україна     | tba                                  | tba                                    |
| 2  | ТОВ «Кіноманія»                               | Kinomania        | Київ, Україна     | tba                                  | tba                                    |
| 3  | ТОВ «Вольга Україна»                          | Вольга Україна   | Москва, Росія     | tba                                  | tba                                    |
| 4  | ТОВ «Юкрейніан Фільм Дистриб'юшн»             | UFD              | Київ, Україна     | tba                                  | tba                                    |
| 5  | ТОВ Мульті Медіа Дістріб'юшн                  | MMD UA           | Київ, Україна     | tba                                  | tba                                    |
| 6  | ТОВ «Артхаус Трафік»                          | Артхаус Трафік   | Київ, Україна     | tba                                  | tba                                    |
| 7  | ТОВ «Своє кіно»                               | SVOEkino         | Київ, Україна     | tba                                  | tba                                    |
| 8  | ТОВ «Перекіт фільм»                           | Parakeet film    | Дніпро, Україна   | tba                                  | tba                                    |
| 9  | ФОП «Бочарніков Андрій Леонідович»            | Festivals Cinema | Харків, Україна   | tba                                  | tba                                    |
| 10 | ТОВ «Київмюзікфільм»                          | KyivMusicFilm    | Київ, Україна     | tba                                  | tba                                    |
| 11 | ТОВ «Дистриб'юторська компанія „МСМ-Україна“» | MUST SEE Movie   | Київ, Україна     | tba                                  | tba                                    |
| 12 | ТОВ «Кінове»                                  | Kinove           | Вінниця, Україна  | tba                                  | tba                                    |
| 13 | ТОВ «Кінолайф»                                | Kinolife         | Київ, Україна     | tba                                  | tba                                    |
| 14 | ГО «86»                                       | 86PROKAT         | Славутич, Україна | tba                                  | tba                                    |

### Закриті
- Каскад Україна
- Авангард Фільм
- Квартал Сінема Дистрибюшн
- Multiplex Distribution
- 1+1 Сінема
- Фабрика Кіно
- UMS film
- Люксор Україна
- Caravella DDC Україна
- Інтер-Фільм Україна
- JRC film / Top Film Distribution Україна
- Сінергія / Галеон Кіно Україна
- Централ Парнершип Україна
- Комітет-фільм
- Yeah! Distribution
- Жовтень-прокат
- Cinemaker

## Зауваги
1. 1 2 3 4 5 6 7  Дані Media Resources Management (MRM)
2. ↑  У 2017 точні річні дані по касовим зборам було надано лиши 5-ма найбільшими прокатниками України: B&H, UFD, Kinomania, Volga Ukraine та MMD, що загалом випустили в прокат у 2017 році 187 унікальних фільмів (включно з тими що вийшли у прокат ще у 2016 році, але також мали прокат і у 2017). Всього у 2017 в український прокат вийшло 294 стрічки. Для всіх решти було використано дані MRM у ~2,9% ринку у 2017 році[6]
3. ↑  Зверніть увагу, дані по зборам Kinomania для 2010-2016 років є сумою загальних зборів для Kinomania, Синергії та Галеон кіно; починаючи з 2017 Синергія/Галеон де-факто не працюють, оскільки не випустили в український прокат жодного фільму
4. ↑  Частка Вольга України у 2010-2014 роках є приблизною, оскільки відсутні точні дані річних касових зборів цього кінодистиб'ютора за ці роки (у статистиці кіноекспертів "Вольга Україна" тоді входила до "решта дистриб'юторів")
5. ↑  Кількість фільмів кінопрокату, що мали дублювання або багатоголосе озвучення українською